# Pro Mujer
Pro Mujer werd in 1990 opgericht in Bolivia. De organisatie richt zich op het verbeteren van de levensomstandigheden in Zuid-Amerika, in de eerste plaats door middel van microfinanciering en microkrediet.
Pro Mujer ontving in april 2006 een donatie van 3,1 miljoen dollar van de Bill & Melinda Gates Foudation.
In september 2006 had de organisatie 140.000 klanten in Argentinië, Bolivia, Mexico, Nicaragua en Peru. Het gemiddeld leenbedrag was $150. In Mexico, waar de organisatie sinds 2002 actief is, zijn er 16.000 klanten. De organisatie bemiddelt ook bij het openen van een bankrekening bij een reguliere bank.

## Geschiedenis
Pro Mujer is opgericht in 1990 in El Alto, Bolivia, door twee leraressen, de Amerikaanse Lynne Patterson en de Boliviaanse Carmen Velasco. Hun eerste trainingsprogramma's waren gericht op het helpen van vrouwen bij het ontwikkelen van onmisbare vaardigheden in het bedrijfsleven, de gezondheidszorg en in leiderschap. Patterson en Velasco waren ervan overtuigd dat vrouwen de sleutel waren tot het doorbreken van de cyclus van armoede. Om dit te kunnen, moesten vrouwen eerst de regie over hun eigen leven krijgen en moesten ze gemakkelijk toegang hebben tot menselijke basisbehoeften. Patterson en Velasco zorgden voor een plek waar vrouwen met elkaar in contact konden komen voor wederzijdse steun en kracht. Het duurde dan ook niet lang voordat de vrouwen die zij bijstonden toegang tot kapitaal vroegen om de theorie in praktijk te kunnen brengen.  
Een kleine toelage van USAID in 1990 stelde Patterson en Velasco in staat om microfinanciering toe te voegen aan het aanbod, terwijl financiële steun van de Boliviaanse regering hen in staat stelde om hun gezondheids- en onderwijsdiensten te blijven geven. Destijds stond microfinanciering nog in de kinderschoenen, maar de toonaangevende spelers in dit gebied vertelden hen dat ze de gezondheids- en educatie en ontwikkelingsprogramma’s beter konden laten vallen om zich uitsluitend op microfinanciering te kunnen richten, maar dat advies werd niet opgevolgd. De gemeenschappen bleven deze laagdrempelige projecten omarmen en in 1996 zetten ze een soortgelijk programma op in Nicaragua.
In 1997 vestigde Pro Mujer het internationale hoofdkantoor in New York en breidde zich vervolgens uit naar meer landen: Peru in 1999, Mexico in 2001 en Argentinië in 2005. In 2009 werd Patterson door de Inter-American Development Bank (IDB) geëerd als "Woman Microfinance Pioneer in Latin America" en in 2007 werden zowel Patterson als Velasco gezamenlijk erkend als "Community Crusaders" bij de jaarlijkse "CNN Heroes": An All-Star Tribute" ceremonie.  

## Producten en diensten
Pro Mujer biedt een holistisch pakket aan diensten dat zowel financiële diensten omvat, zoals kleine leningen, spaarrekeningen en verzekeringen; als onderwijs en ontwikkeling, met trainingen in zachte en harde zakelijke skills, financiële en digitale geletterdheid; als toegankelijke preventieve gezondheidsdiensten, met name voor chronische ziekten zoals hoge bloeddruk, diabetes, seksuele en reproductieve gezondheidsproblemen en borst- en baarmoederhalskanker, onder anderen.

## Gezondheidszorg
Het gezondheidsprogramma van Pro Mujer biedt vrouwen met een laag inkomen in Latijns-Amerika toegang tot goedkope en hoogwaardige gezondheidszorg, zoals laboratoriumtests, echografie en tandheelkundige zorg, in de wijken waar ze zelf wonen en werken. De gezondheidsstrategie van het bedrijf richt zich op preventieve zorg en regelmatige kankerscreening als middel om chronische ziekten, een belangrijke doodsoorzaak in Latijns-Amerika, tegen te gaan. 
In oktober 2009 startte Pro Mujer een project om het model van gezondheidszorg in Nicaragua te herzien. Het doel van deze opzet was om klanten uitgebreide en betaalbare eerstelijnsgezondheidszorg te bieden en tegelijkertijd het steeds ernstiger wordende probleem van chronische ziekten aan te pakken. Tussen oktober 2009 en oktober 2010 heeft PATH technische expertise geleverd in het analyseren van de markt en het ontwikkelen van belangrijke elementen van het programma, terwijl Global Partnerships en de Linked Foundation waardevolle ondersteuning en financiering hebben geleverd. 
Na uitgebreid onderzoek en analyse heeft Pro Mujer in oktober 2010 het nieuwe model gelanceerd in een van de Pro Mujer gemeenschapscentra in Leon, Nicaragua. Het succes van deze pilot heeft vervolgens geleid tot de uitbreiding van dit gezondheidsmodel naar alle landen waar Pro Mujer actief is. 
In 2019 Pro Mujer en Deetken Impact hebben een joint venture gevormd voor het beheer van het Empowerment Fund van Ilu Women. De Overseas Private Investment Corporation (OPIC), de ontwikkelingsfinancieringsinstelling van de Amerikaanse overheid, heeft US $ 10 miljoen aan senior schuldfinanciering aan het fonds toegezegd. De investering van OPIC zal het 2X Women's Initiative bevorderen, dat meer dan $ 1 miljard aan kapitaal heeft gekatalyseerd om vrouwen in ontwikkelingslanden over de hele wereld meer macht te geven. 

## Financiële dienstverlening
Deze diensten van Pro Mujer worden voornamelijk aangeboden via een gemeenschappelijke bank of een dorpsbank. Voorafgaand aan het ontvangen van de leningen, vormen vrouwen kleine solidariteitsgroepen van drie tot vijf vrouwen samen met goede vrienden, buren en familieleden. Ze geven hun groep een naam en kiezen de leiders, waaronder een president, een secretaris en een penningmeester. Deze functies rouleren zodat elk lid de kans krijgt om een leidinggevende rol op zich te nemen. 
Deze groepen komen regelmatig bijeen voor de verdeling en de aflossing van de leningen. De leden leren zo de regels van het lenen en sparen. In nauwe samenwerking met de kredietverstrekkers van Pro Mujer ontwikkelt elke vrouw een informeel businessplan waarin ze laat zien hoe ze haar eerste lening zal investeren. Daarnaast vormen de groepen kredietcommissies om nieuwe leden te beoordelen en goed te keuren en staan zij garant voor elkaars leningen. In het geval dat een van de leden geen betaling kan doen, staan de andere leden garant voor elkaars leningen. Vanaf 2017 bedroeg het gemiddelde terugbetalingspercentage voor klanten meer dan 97% in alle vijf landen waar Pro Mujer actief is, wat nog maar eens onderstreept dat deze methodologie zeer effectief is. 